# بادي كامبل
بادي كامبل (بالإنجليزية: Paddy Campbell)‏ هو لاعب كرة القدم الغالية أيرلندي، ولد في 22 أبريل 1974 في Glenties ‏ في جمهورية أيرلندا.